# Dener Gomes Clemente
Dener Gomes Clemente (San Paolo, 13 marzo 1992) è un calciatore brasiliano, centrocampista del Volta Redonda in prestito dal Remo.

## Caratteristiche tecniche
È un esterno sinistro.

## Carriera
Cresciuto nelle giovanili del San Paolo, ha esordito in prima squadra il 9 luglio 2011 disputando i minuti finali del match di Série A vinto 2-1 contro il Cruzeiro.

## Palmarès

### Competizioni statali
- Campionato Potiguar: 1

América-RN: 2014

### Competizioni nazionali
- Segunda Liga: 1

Portimonense: 2016-2017